# Dolce (album)
Dolce è l'album d'esordio della cantante giapponese Aiko Kayō, pubblicato il primo marzo 2006 dall'etichetta discografica Avex Trax.

## Tracce
1. Hitomi No Naka No Meikyuu – 4:13
2. Ai Shite Ne Motto – 4:08
3. Fantasy – 5:38
4. Ienai Kotoba – 5:31
5. ring!Ring!!RING!!! – 4:27
6. Traveller – 4:52
7. Kokoro No Wakusei ~Little Planets~ – 4:41
8. Kanojo No Gogiken Naname – 3:45
9. Hold On To Love – 4:34
10. Midori No Kisetsu – 3:24
11. Sasurai No Tenshi – 3:46
12. Yuugure Wa Love Song – 4:10